# 니시혼메촌
니시혼메촌(일본어: 西本梅村)은 일본 교토부 후나이군에 있던 촌이다. 현재의 난탄시 소노베정 남서쪽 끝에 해당한다.

## 역사
- 1889년 4월 1일 - 정촌제 시행에 의해 6촌의 구역을 가지고 성립하였다.
- 1955년 4월 20일 - 소노베정, 마케촌과 합병해, 새로운 소노베정이 성립, 동일 니시혼메촌은 폐지되었다.

## 참고문헌
- 角川日本地名大辞典 26 京都府